# .ye
.ye e интернет домейн от първо ниво за Йемен. Администрира се от YNET. Представен е през 1996 година.

## Домейни от второ ниво
- com.ye
- co.ye
- ltd.ye
- me.ye
- net.ye
- org.ye
- plc.ye
- gov.ye